# L'Obéissante
L'Obéissante (ainsi baptisée en raison de la facilité avec laquelle elle pouvait être conduite) est le nom du premier véhicule routier à vapeur, construit en 1873 par Amédée Bollée.

## Description
C'est le premier véhicule automobile satisfaisant par sa vitesse et sa maniabilité et on le considère comme le premier véhicule particulier de l'histoire de l'automobile.  
En effet sa structure en comportait tous les éléments :
- châssis avec suspension indépendante sur les quatre roues ;
- roues avant directrices avec commande par chaîne sur un pignon elliptique lié au volant pour le braquage différentiel de la roue extérieure et de la roue intérieure au virage ;
- propulsion par deux moteurs bicylindres en V à vapeur reliés aux roues arrière indépendantes ;
- changement de vitesse par baladeur entre pignons ;
- commandes centralisées autour du volant ;
- chaudière à l'arrière.

## Caractéristiques

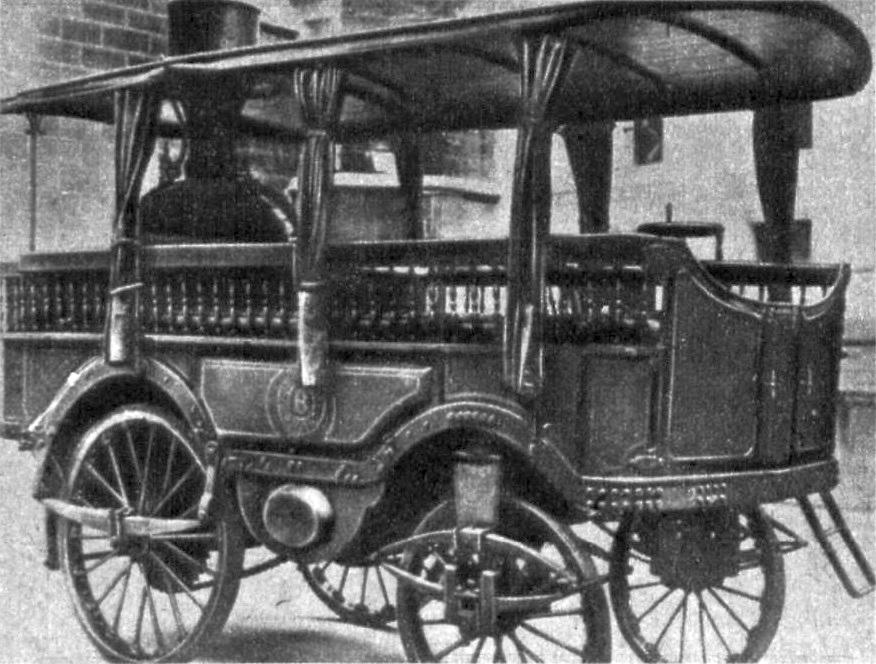
L'Obéissante en 1873.

Pesant 4 800 kg et offrant 12 places, elle pouvait atteindre 40 km/h en palier. Grâce à son changement de vitesse, elle pouvait gravir une côte de 12 % à faible vitesse. 
Le 26 mars 1873, Amédée Bollée sollicite auprès du préfet de la Sarthe l'autorisation de faire circuler sa « voiture locomobile » dans le département. Son projet de voyage à Paris nécessite de nombreuses démarches administratives et c'est le ministre des travaux publics Eugène Caillaux qui donne son accord le 26 août 1875.

## Les débuts

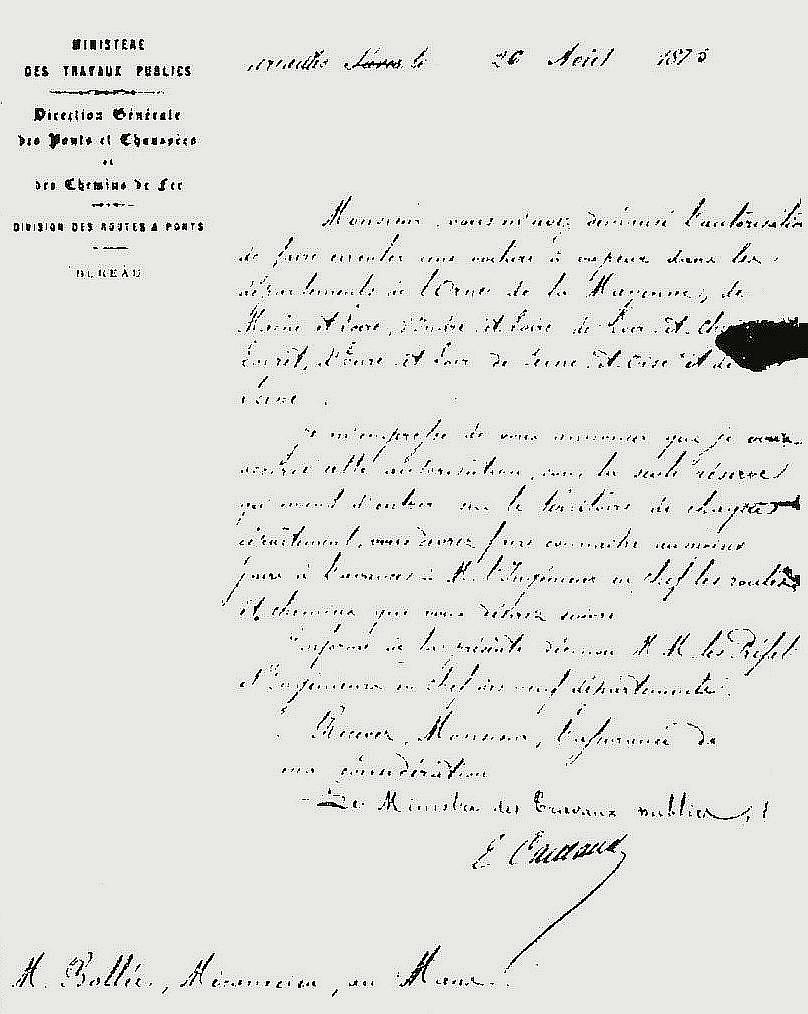
Permis de conduire l'Obéissante dans Paris (26 août 1875).

Le 9 octobre 1875, Bollée fit 230 km avec L'Obéissante pour rallier Le Mans à Paris, en 18 heures. Il doit s'arrêter à chaque changement de département, mais son arrivée à Paris a un retentissement considérable car le fonctionnement régulier et silencieux de son véhicule tranchait avec les expériences automobiles de l'époque. Toutefois, la circulation automobile n'étant pas prévue par le code de la route, il écope de 75 contraventions. Ce problème fut rapidement résolu par une démonstration publique avec le préfet de police à bord.
L'Obéissante fut la première automobile privée à être autorisée à circuler dans Paris. Une communication à l'Académie des Sciences donnant tous les détails de sa construction reçut les félicitations du monde scientifique, mais aucun véhicule de ce type ne fut commandé à Amédée Bollée. 
Il fabriqua d'autres voitures « sans chevaux » et quelques trains routiers, les ancêtres de nos semi-remorques modernes, jusqu’en 1885.

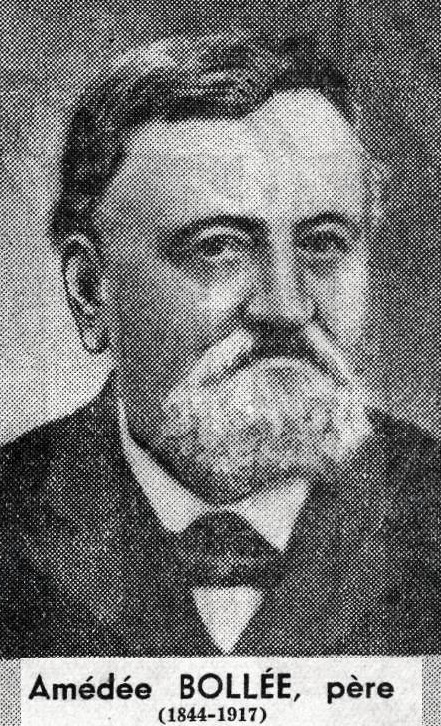
Amédée Bollée père.

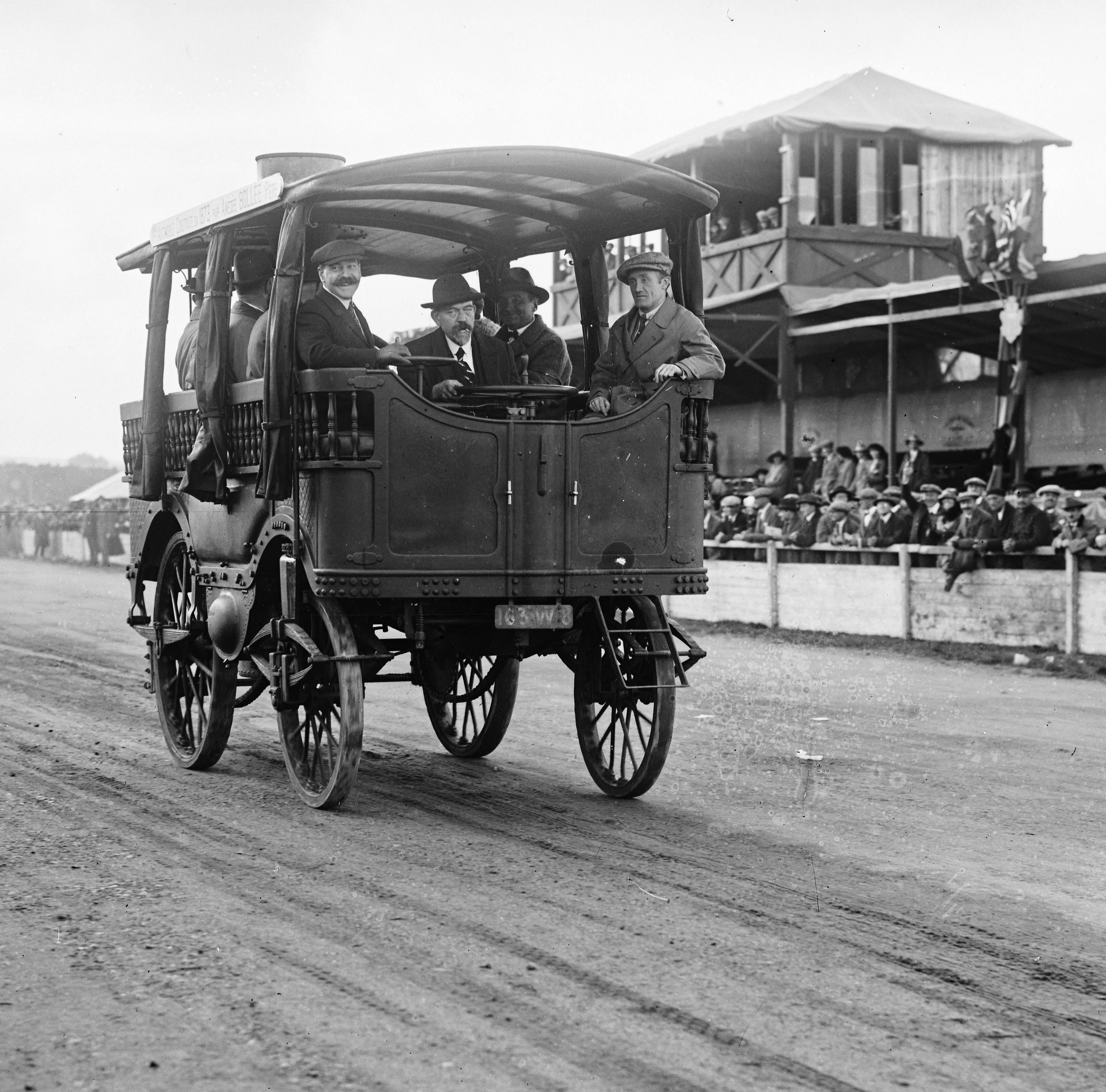
L'Obéissante pilotée par Amédée Bollée fils en septembre 1923, à la Coupe mancelle de l'ACO (circuit de la Sarthe).